# Bernat de Claravall
Bernat de Claravall (Castell de Fontaine-lès-Dijon, Dijon, 1090 - abadia de Claravall, 20 d'agost de 1153), abat de Claravall, fou un monjo i reformador francès principal difusor de l'orde monàstic cistercenc, per la qual cosa se'n considera cofundador. És venerat com a sant per les esglésies catòlica i ortodoxa i ha estat proclamat Doctor de l'Església.

## Biografia
Nascut a una família noble de Borgonya al castell de Fontaine-lès-Dijon, Bernat fou el tercer dels set fills de Tescelin Sorrel el Roig i d'Aleth de Montbard. Als nou anys fou enviat a l'escola canònica de Châtillon-sur-Seine i el 1112 va decidir d'entrar a l'abadia de Cîteaux, fundada en 1098, i única casa llavors de l'Orde del Cister. Ingressà l'any següent i convencé amics i parents perquè fessin el mateix, fent que hi entressin 30 nous monjos.
L'abat Esteve Harding l'envià en 1115 amb un grup de monjos a fundar una nova casa cistercenca a la vall de Langres; la fundació rebé el nom de Clara Vall o Clairvaux i Bernat en fou l'abat, confirmat per Guillem de Champeux, bisbe de Châlons. La disciplina que hi imposà Bernat fou molt severa i atragué molta gent; el seu pare i cinc germans van ingressar a Claravall com a monjos i la seva germana Humbelina va prendre l'hàbit al priorat de Jully-les-Nonnains. A partir de 1118, noves cases van ésser fundades des de Claravall, com la de Fontenay. En 1119, Bernat assisteix al capítol general dels cistercencs que convoca Esteve Harding, on l'orde pren la seva organització definitiva i es promulga la Carta de Caritat, regla i constitucions de l'orde.
És llavors quan Bernat escriu les seves primers obres i homilies, especialment l'Apologia, escrita a instància de Guillem de Saint-Thierry, on defensa els cistercencs enfront dels benedictins cluniacencs, Pere de Cluny li respon amistosament, malgrat les diferències ideològiques, i es fan amics. Bernat escriu nombroses cartes incentivant la reforma del clergat i, en particular, dels bisbes: l'adreçada a Enric de Boisrogues, bisbe de Sens, i coneguda com a De officiis episcoporum ("De la conducta dels bisbes") revela el paper dels monjos en la reforma de la vida eclesiàstica.
El 1128 participa en el concíli de Troyes, convocat per Honori II i presidit pel llegat Matthieu d'Albano; Bernat és nomenat secretari del concili, tot i que alguns clergues no hi són d'acord perquè "només" és un monjo i es fica en assumptes que no li pertoquen. Malgrat això, va influir molt en el desenvolupament del concili, aconseguint que es reconegués l'Orde del Temple, del qual havia escrit els estatuts.
Bernat esdevingué una personalitat respectada i influent, que decidia conflictes polítics, defensava els drets de l'església contra el poder dels prínceps i aconsellava papes i reis. En 1130, durant el cisma d'Anaclet II a la mort d'Honori II, la seva actuació va fer que finalment fos acceptat Innocenci II.

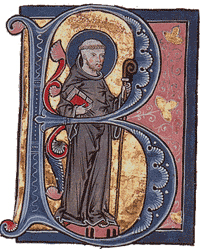
Inicial miniada del segle xiii
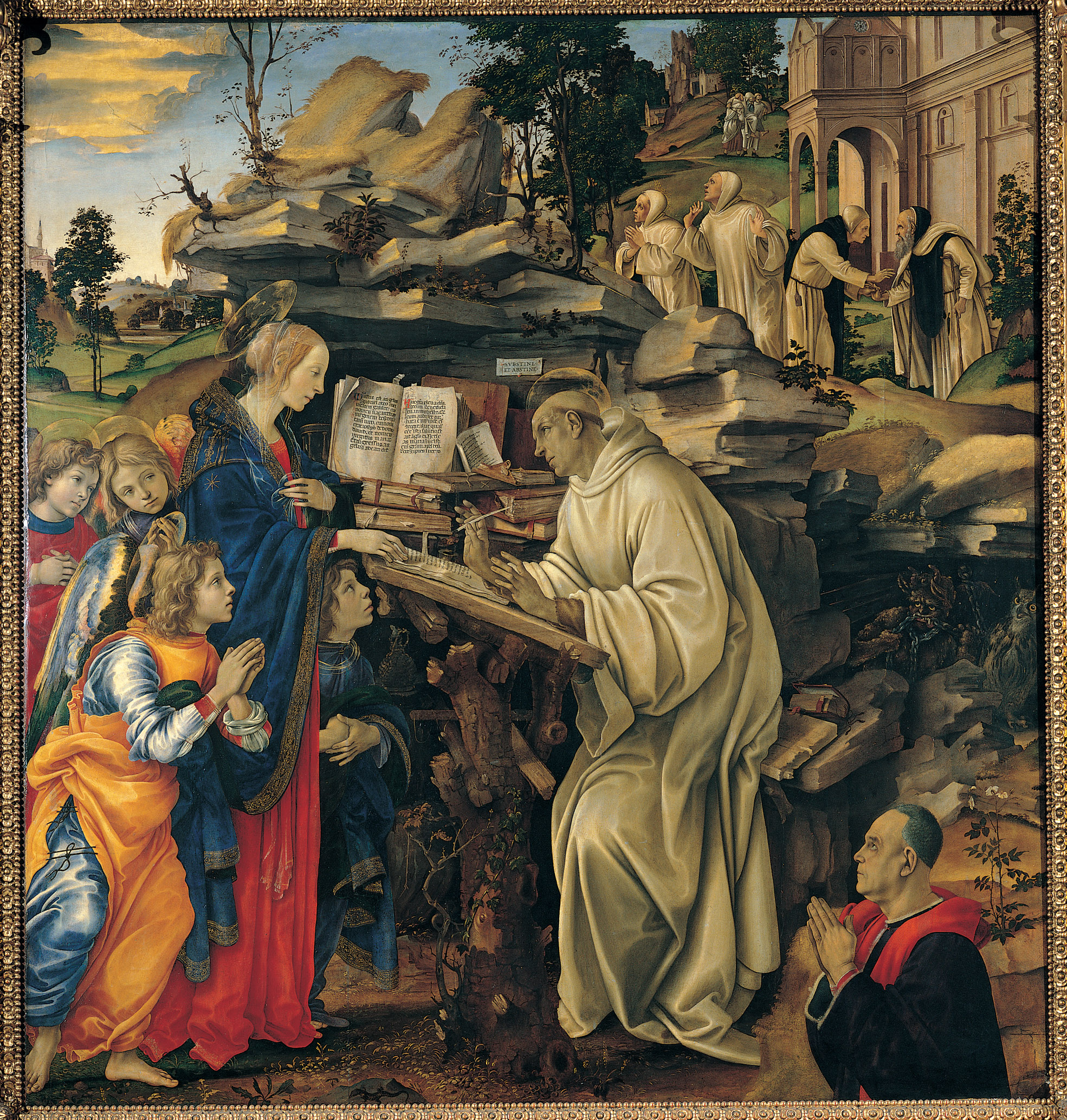
El sant amb la Mare de Déu, per Filippino Lippi
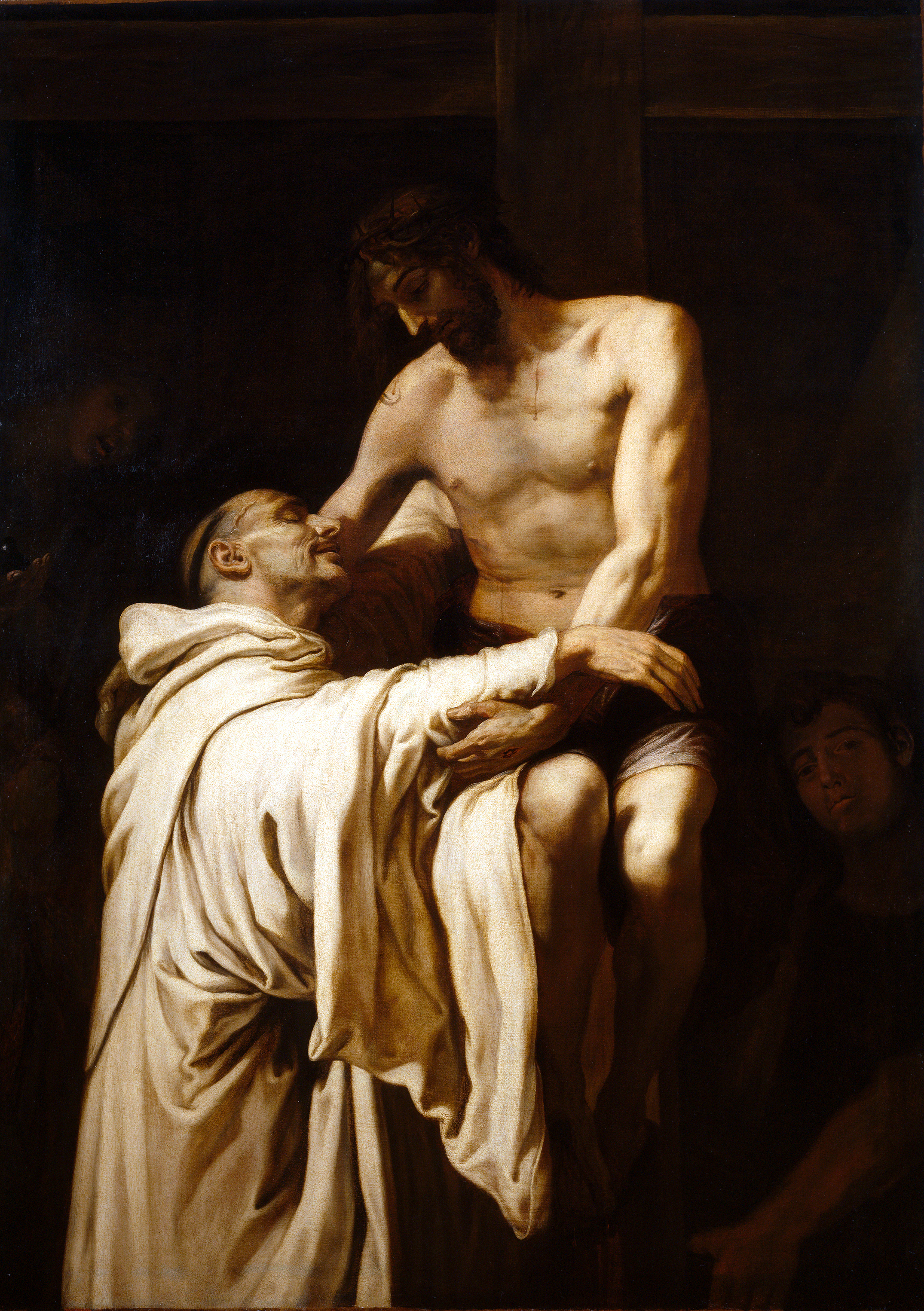
El sant abraçant Crist, per Francesc Ribalta (Madrid, Prado)
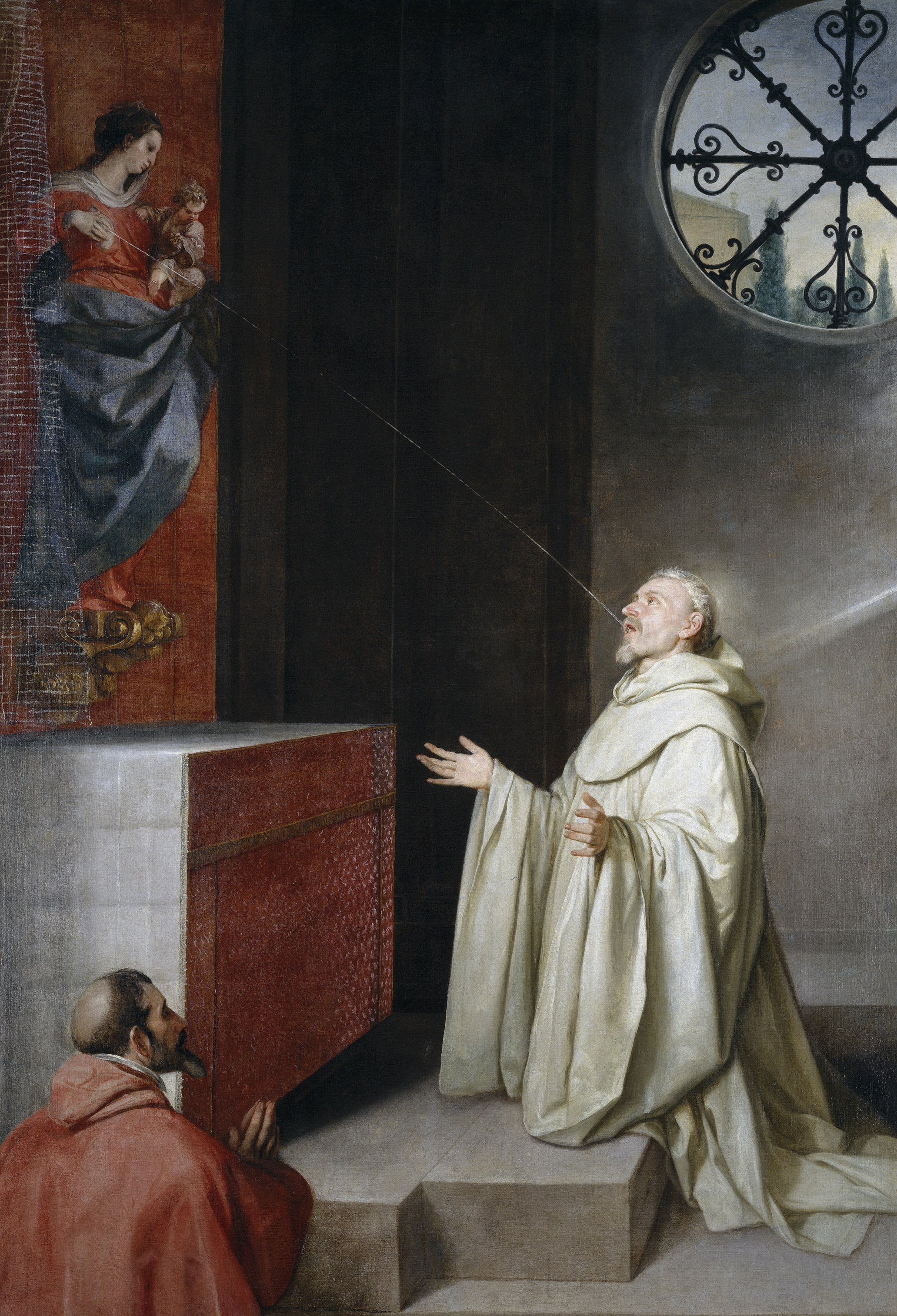
Sant Bernat i la llet de la Mare de Déu per Alonso Cano (Madrid, Prado)

En 1132 va aconseguir que el papa fes independent l'abadia de Claravall de l'abadia de Cluny. La seva posició teològica fou tradicionalista, combatent la doctrina d'Abelard i fent que aquesta fos condemnada en el concili de Sens de 1140. En 1145, fou nomenat el primer papa provinent de Claravall, Eugeni III. A instància d'aquest, Bernat va predicar la Segona Croada a Vézelay el 31 de març de 1146, i més tard a Espira, fent que Lluís VII de França i Conrad III d'Alemanya li donessin suport. Al concili de Reims (1148) va acusar Gilbert de la Porreé, bisbe de Poitiers, d'heretge, però no va tenir èxit. Va lluitar contra les tesis heterodoxes de Pierre de Bruys, Arnaldo de Brescia i condemna els excessos de Raül de Claravall, que demana la massacre dels jueus i continua predicant la croada a Hainaut i Mons. Va morir a Claravall en 1153, amb 63 anys.
La tasca de Bernat fou ingent i va fundar 68 monestirs arreu d'Europa: 35 a l'actual França; 14 a la Península Ibèrica, dels quals 6 a Catalunya; 10 a Anglaterra i Irlanda; 6 ala Països Baixos, 4 a l'actual Itàlia; 4 a Dinamarca; 2 a Suècia i 1 a Hongria. Quan va morir, l'orde ja tenia 343 establiments, amb 168 dependents de Claravall, i uns 700 monjos vinculats a Claravall.

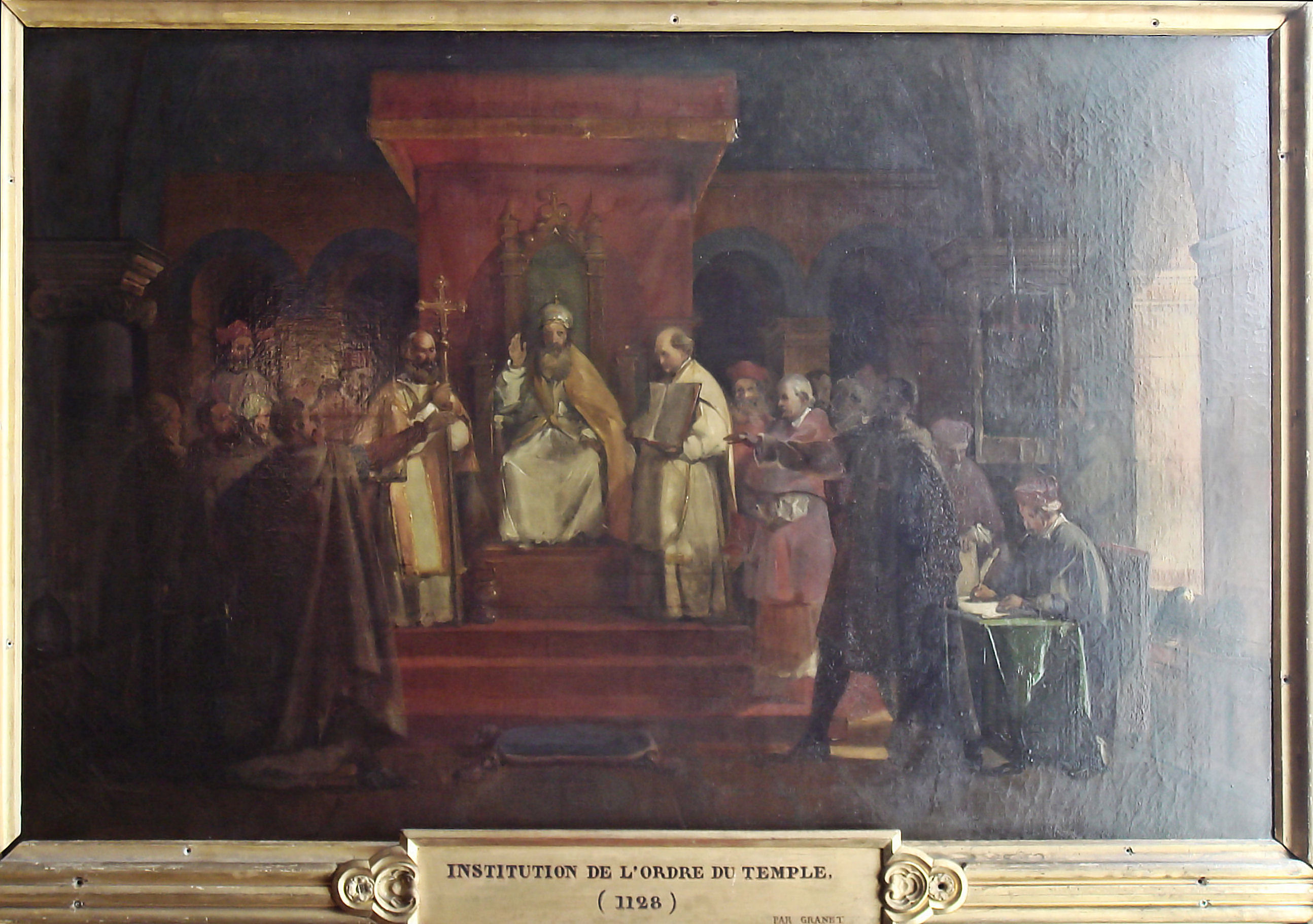
Reconeixement de l'Orde del Temple en 1128, per F. Granet, 1840 (Musée de Versailles)
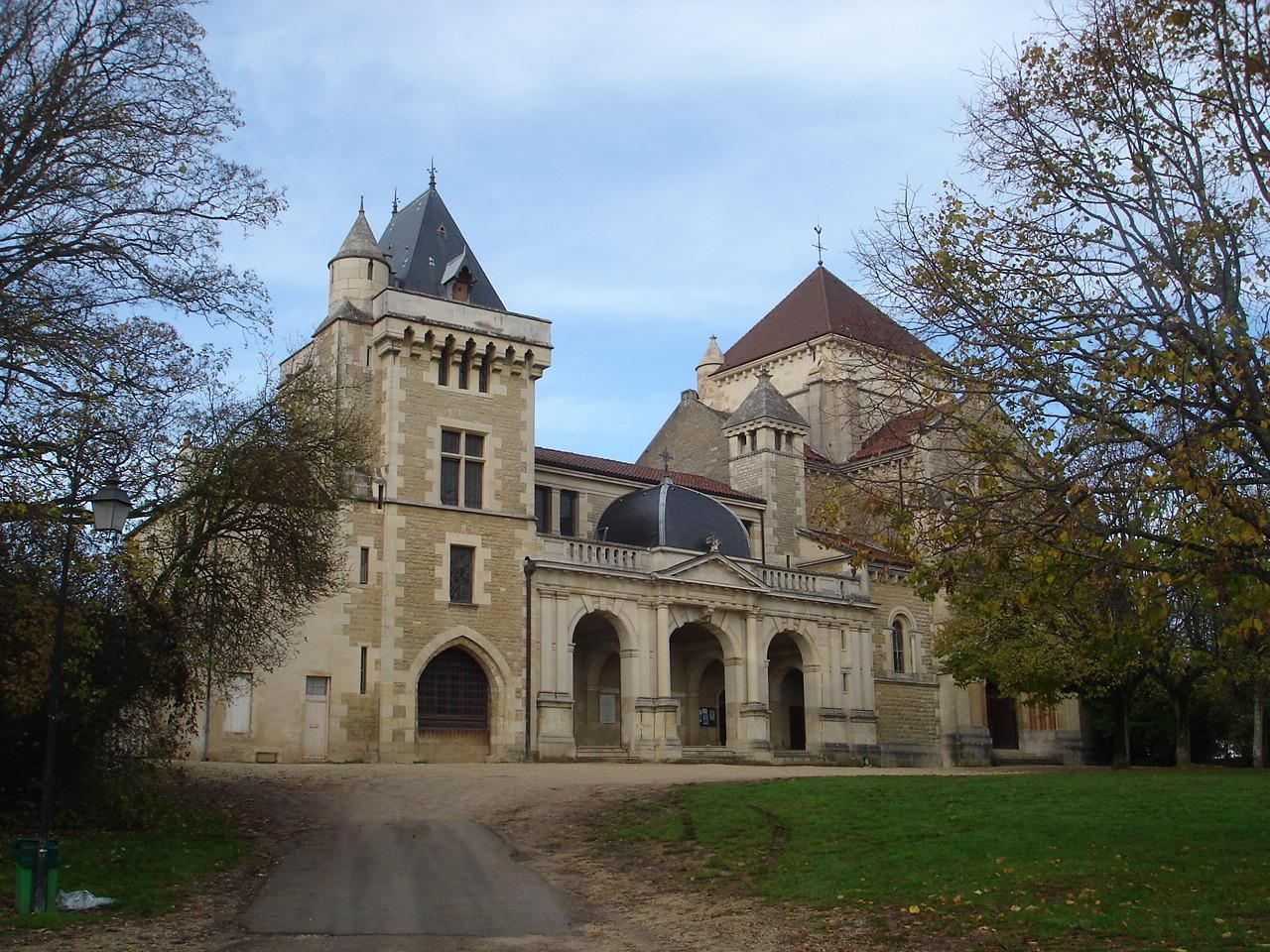
Santuari a la casa natal de Sant Bernat
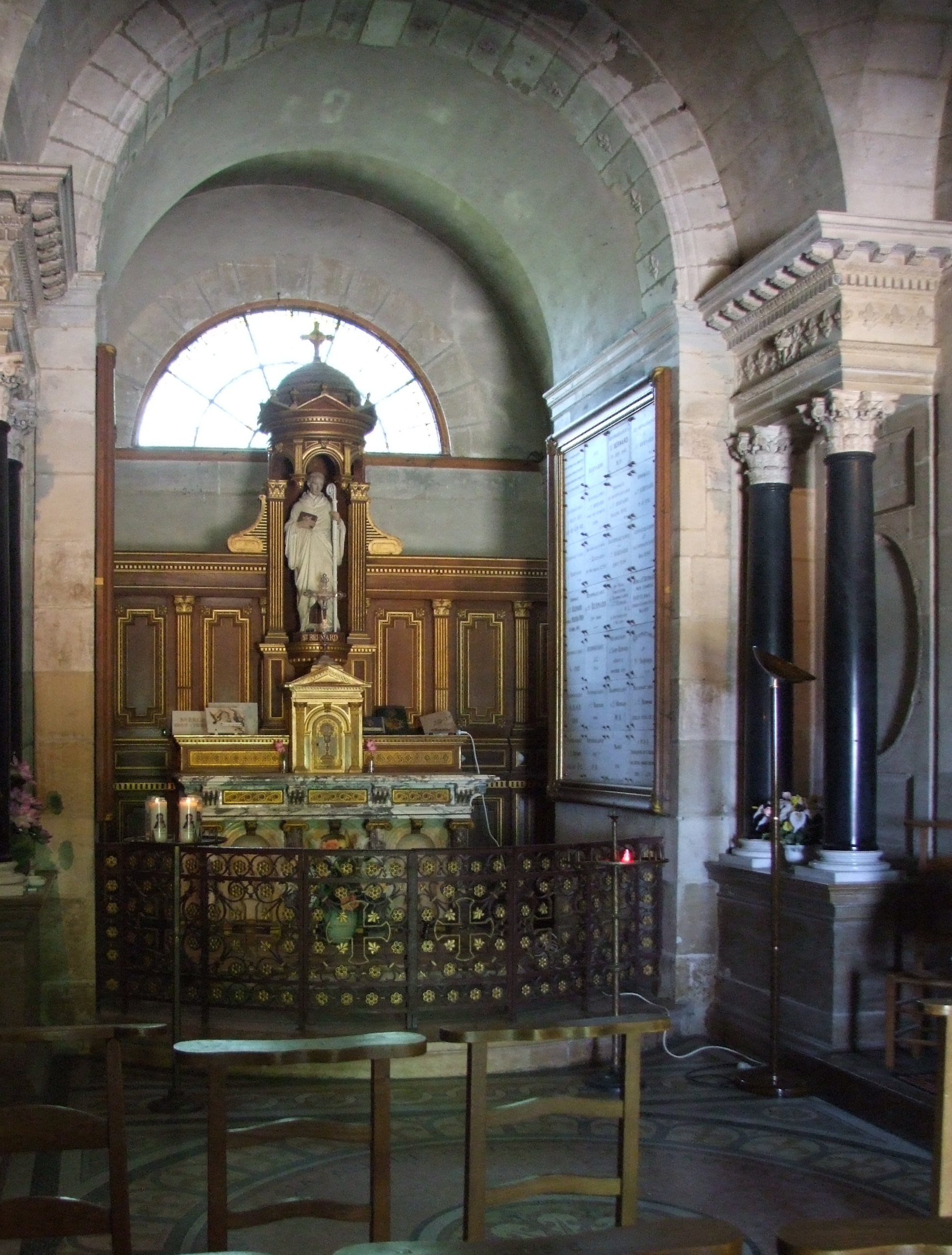
Capella a la casa natal
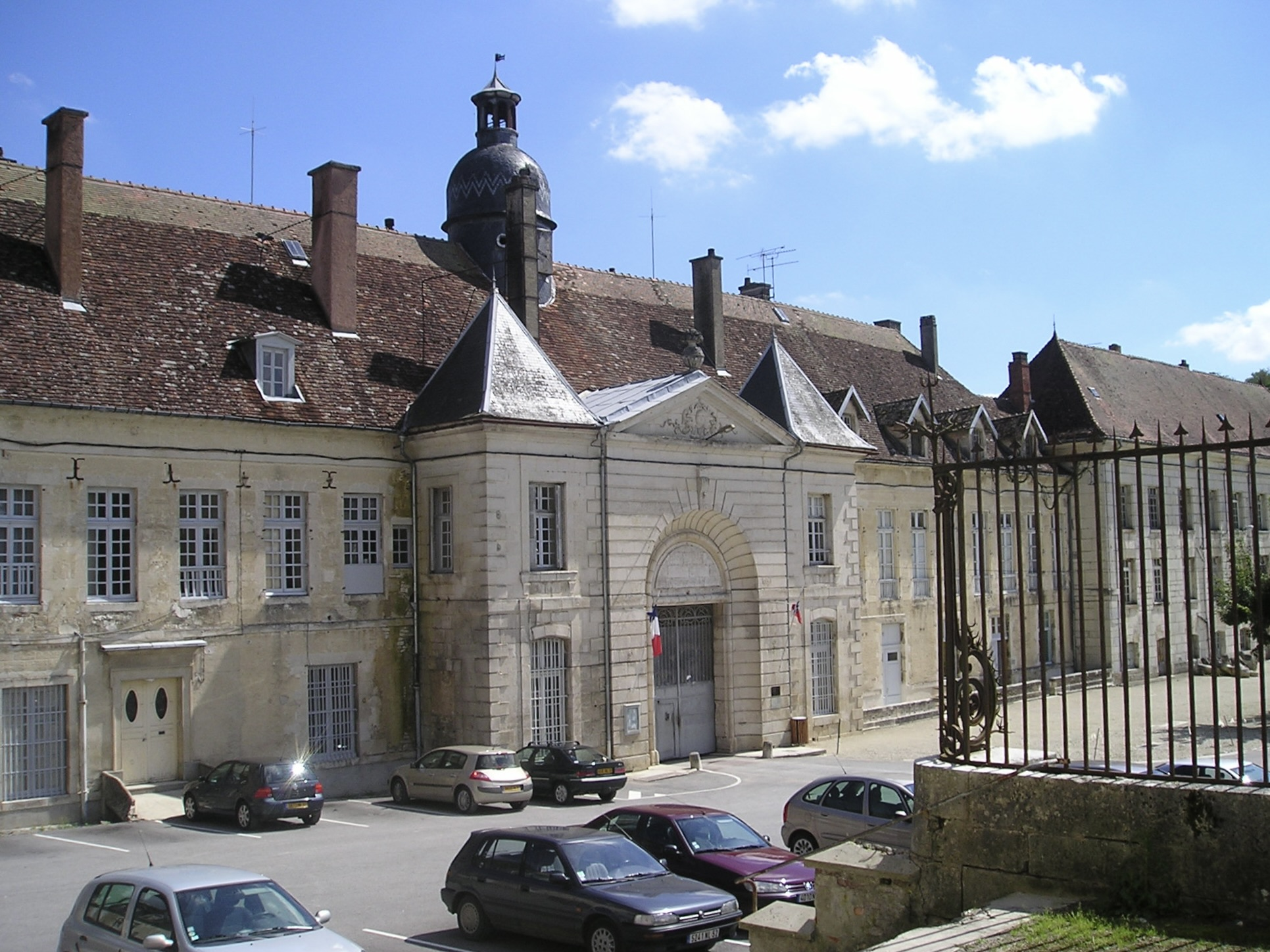
Façana de l'Abadia de Claravall, convertida avui en presó
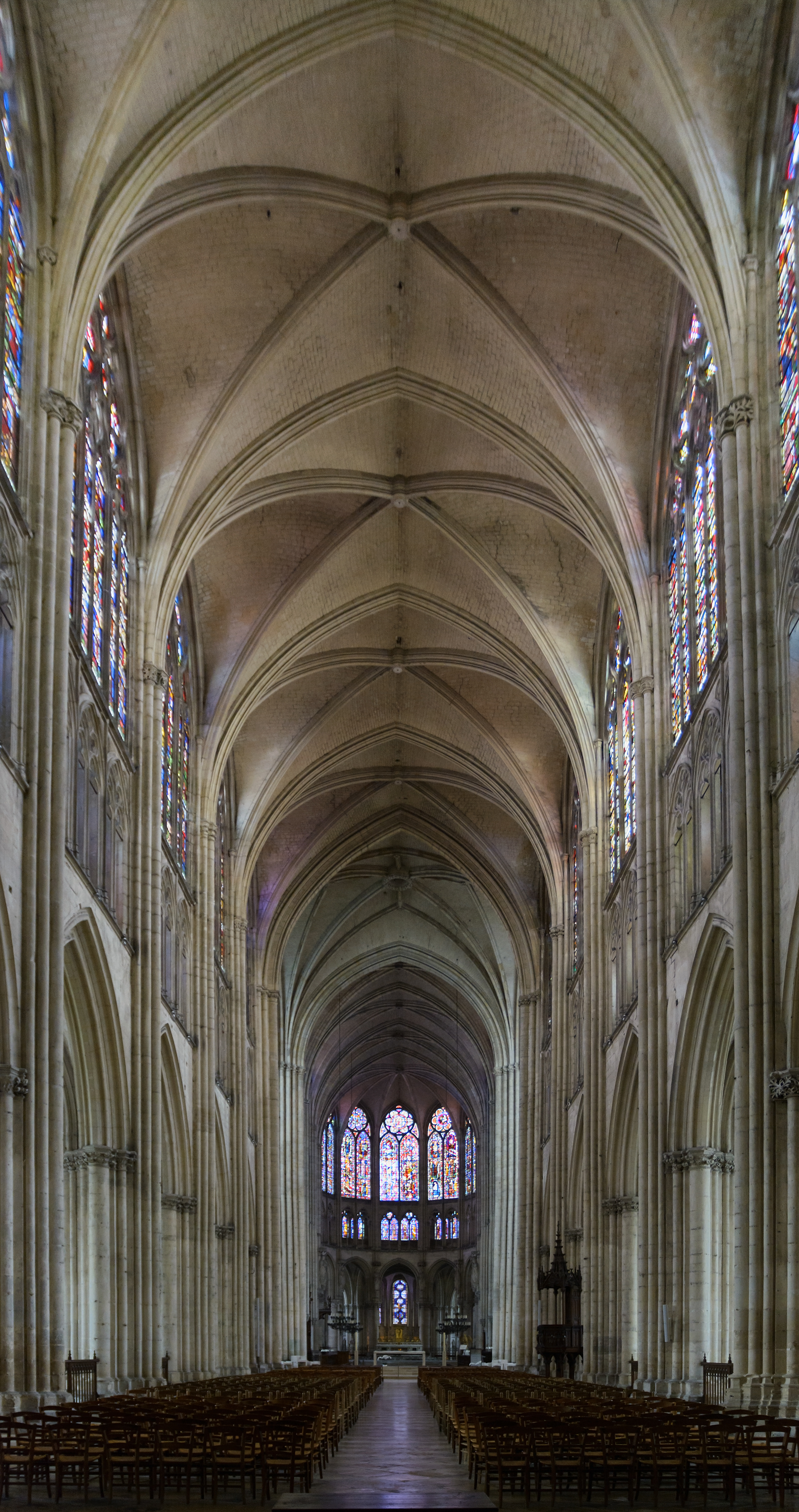
Catedral de Troyes, on avui hi ha les restes del sant

## Obra i pensament
La seva obra escrita no és extensa i solen ésser obres breus, d'ocasió, demanades per una tercera persona, escrites en un elegant llatí, dels millors de l'època. En destaquen més de 350 homilies i unes 500 cartes. Mostren un home d'acció, reformador de la societat laica i defensor del papat i la tradició.

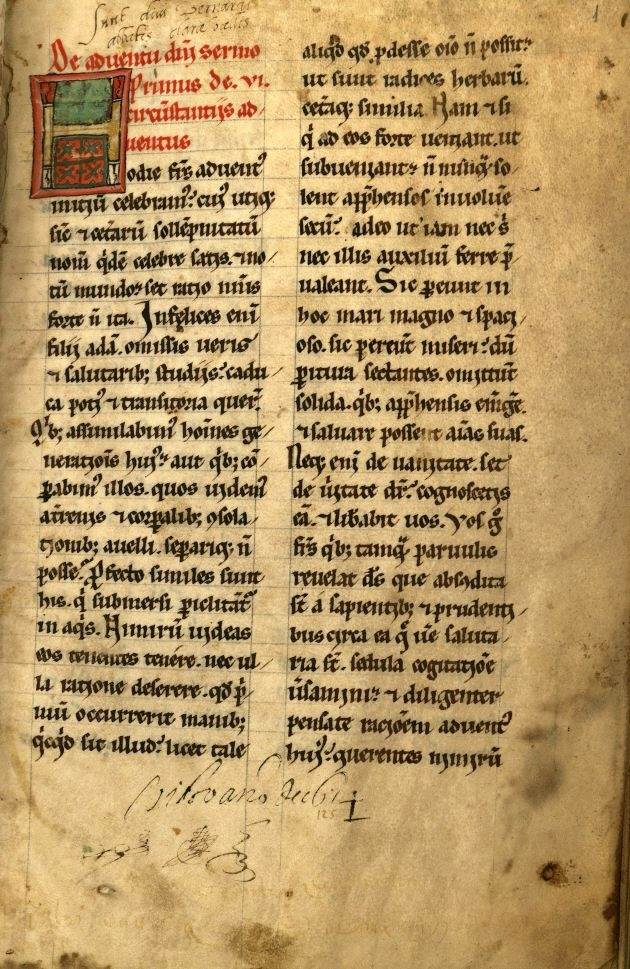
Manuscrit castellà amb De adventu Domini, sermó de Bernat,.

- De consideratione libri quinque ad Eugenium III (La consideració dels cinc llibres, a Eugeni III)
- De diligendo Deo (De com Déu ha d'ésser estimat)
- De gradibus humilitatis et superbiae (Els graus de la humilitat i la supèrbia)
- De Gratia et libero arbitrio (La Gràcia i el lliure albiri)
- De laude novae militiae ad Milites Templi (Llaor de la nova milícia als Soldats del Temple)
- De laudibus Virginis Matris (Llaors de la Mare de Déu)
- Contemplació de la Passió segons les hores canòniques
- Expositio in Canticum Canticorum (Exposició del Càntic dels Càntics)
- Meditació sobre el plany de la Mare de Déu
- Sermons
- Sermones de tempore (Sermons del temps)
- Sermones super Cantica Canticorum (Sermons sobre el Càntic dels Càntics)
- Epistola ad Raymundum dominum Castri Ambuosii (Carta a Raimon, senyor de Castro Ambrosio)
- Sermo de miseria humana (Sermó de la misèria umana)
- Tractatus de interiori domo seu de conscientia aedificanda (Tractat de la casa interior o la consciència que ha d'ésser edificada)
- Varia et brevia documenta pie seu religiose vivendi (Documents diversos i breu sobre el viure pietosament i religiosa)
- Visió contemplativa

Les seves fonts van ésser principalment la Bíblia i la patrística. Creia en la revelació verbal dels textos bíblics i hi cercava interpretacions ocultes o desconegudes. Els llibres més citats a la seva obra són els Salms, les «cartes de Sant Pau» i els «evangelis de Mateu, Joan i Lluc». Va continuar la tradició mística de l'escola grega d'Alexandria. Entre els pares de l'Església, va considerar-se deixeble d'Ambròs de Milà i Agustí d'Hipona, a qui considerà "pilars de l'Església". En moral, seguia Gregori el Gran. També admirà i imità Cassiodor, Orígenes i Atanasi d'Alexandria. Tenia gran devoció per Benet de Núrsia i considerava la seva Regula monasteriorum com a inspirada per Déu.
Va esdevenir el representant més influent de l'escola teològica tradicionalista, oposada a la moderna de Pere Abelard i basada en l'especulació i la crítica filosòfica de les idees. Bernat considerava estèril aquesta especulació filosòfica, ja que no serveix a l'home per assolir la seva fi última. Igualment, menystenia el pensament de Plató o Aristòtil, tot i que la seva concepció de l'ànima, creada a imatge i semblança de Déu, era neoplatònica.
Va ésser el primer a formular els principis bàsics de la mística, configurant-la com a cos espiritual de l'Església. La seva teologia mística volia mostrar el camí a la unió espiritual amb Déu, ascendint des del més pregon del pecat fins al més elevat de l'amor a través de quatre graus d'amor que descriu a De diligendo Deo: l'amor de l'home a si mateix per si mateix, ja que l'home és carn i només li agrada el que és com ell; l'amor a Déu per si mateix (per l'home, no per Déu), quan l'home veu que no pot subsistir per ell mateix i comença a cerca Déu per la fe, com a necessari; a partir de la pregària i la meditació, coneix Déu i passa a estimar Déu per Déu mateix, no per l'home; l'últim pas és unir-se a Déu i formar-ne un únic esperit.
La influència de Bernat sobre el misticisme posterior fou molt gran, com també sobre la devoció mariana. El culte a la Mare de Déu es va incrementar a Europa a partir del segle xi, i els sermons i doctrina mariana de Bernat es difongueren ràpidament, i presentava Maria com a font i mitjancera dels béns i la gràcia divines. En canvi, no veia de bon grat les noves festivitats de la Immaculada Concepció o l'Assumpció, que no comptaven amb tradició antiga.

## Veneració
Fou canonitzat el 18 de gener de 1174 per papa Alexandre III. El 1830, Pius VIII el declarà doctor de l'Església.

## Iconografia
Obresː 
- Retaule de Sant Bernat, atribuït al Mestre de la Conquesta de Mallorca. Cap a 1300. (Museu de Mallorca)
- Sant Bartomeu i sant Bernat, obra de Pere Serra. S. XIV. (Museu Episcopal de Vic)
- Retaule de Sant Bernat i Sant Bernabé. S. XIV. Església de Santa Maria de Montblanc.
- Retaule de la Mare de Déu de Canapost. S. XV. (Museu d'Art de Girona)
- Mare de Déu del cavaller de Montesa 1472-1476 (Museu del Prado)
- Crist abraçant sant Bernat, de Francesc Ribalta 1625-1627 (Museu del Prado)
- Aparició de la Mare de Déu a Sant Bernat, de Murillo. Cap a 1655 (Museu del Prado)
- Miracle de Sant Bernat, de Francisco de Goya. 1787. (Monestir de Sant Joaquim i santa Anna, Valladolid)
- Retaule de Sant Bernat. S. XX. (Catedral de Mallorca)